# モーニングアップル
『モーニングアップル』 (Morning Apple) は、1985年4月6日から1986年9月27日までフジテレビ系列で生放送されていた、関西テレビ製作の朝のワイドショーである。放送時間は毎週土曜 8:30 - 9:55（JST）。

## 出演者
- 司会
  - 桂三枝（現・6代目桂文枝）[1]
  - 宮崎総子（1985年度）
  - 松原千明（1986年度）
- アシスタント
  - 町田ひろ子[1]
  - 渡瀬ゆき[1]
  - 藤尾美紀[1]
- 天気担当
  - 福井敏雄

## ネット局
系列は当時の系列。
| 放送対象地域   | 放送局         | 系列                                         | 備考                  |
| -------------- | -------------- | -------------------------------------------- | --------------------- |
| 近畿広域圏     | 関西テレビ     | フジテレビ系列                               | 製作局                |
| 関東広域圏     | フジテレビ     | フジテレビ系列                               |                       |
| 北海道         | 北海道文化放送 | フジテレビ系列                               |                       |
| 宮城県         | 仙台放送       | フジテレビ系列                               |                       |
| 秋田県         | 秋田テレビ     | フジテレビ系列 テレビ朝日系列                |                       |
| 山形県         | 山形テレビ     | フジテレビ系列                               |                       |
| 福島県         | 福島テレビ     | フジテレビ系列                               |                       |
| 新潟県         | 新潟総合テレビ | フジテレビ系列                               | 現：NST新潟総合テレビ |
| 長野県         | 長野放送       | フジテレビ系列                               |                       |
| 静岡県         | テレビ静岡     | フジテレビ系列                               |                       |
| 富山県         | 富山テレビ     | フジテレビ系列                               |                       |
| 石川県         | 石川テレビ     | フジテレビ系列                               |                       |
| 福井県         | 福井テレビ     | フジテレビ系列                               |                       |
| 中京広域圏     | 東海テレビ     | フジテレビ系列                               |                       |
| 島根県・鳥取県 | 山陰中央テレビ | フジテレビ系列                               |                       |
| 岡山県・香川県 | 岡山放送       | フジテレビ系列                               |                       |
| 広島県         | テレビ新広島   | フジテレビ系列                               |                       |
| 山口県         | テレビ山口     | TBS系列 フジテレビ系列                       |                       |
| 愛媛県         | 愛媛放送       | フジテレビ系列                               | 現：テレビ愛媛        |
| 福岡県         | テレビ西日本   | フジテレビ系列                               |                       |
| 佐賀県         | サガテレビ     | フジテレビ系列                               |                       |
| 長崎県         | テレビ長崎     | フジテレビ系列 日本テレビ系列                |                       |
| 熊本県         | テレビ熊本     | フジテレビ系列 テレビ朝日系列                |                       |
| 大分県         | テレビ大分     | 日本テレビ系列 フジテレビ系列 テレビ朝日系列 |                       |
| 宮崎県         | テレビ宮崎     | 日本テレビ系列 フジテレビ系列 テレビ朝日系列 |                       |
| 鹿児島県       | 鹿児島テレビ   | 日本テレビ系列 フジテレビ系列                |                       |
| 沖縄県         | 沖縄テレビ     | フジテレビ系列                               |                       |

## 備考
- 当番組が始まったきっかけは、三枝が関西テレビで1977年4月から担当してきた『クイズDEデート』（担当期間中はフジテレビ系列向けの全国ネット番組）の司会を1984年3月で降板したことにある。この降板が関西テレビ側の事情（放送時間・番組タイトルの変更を伴ったローカルセールス枠への移行）に起因していたことから、同局では「『クイズDEデート』を人気番組に押し上げた功労者」である三枝に対して、降板後に出演したいジャンルの番組を新たに制作することを打診した。この打診に対して、三枝が「朝に（全国ネットで）放送されるワイドショーの司会」を要望したことから、当番組の企画が急遽立ち上がった。
  - 当番組が編成された関西テレビ制作土曜朝のワイドショー枠の番組には、桑原征平（当時は同局のアナウンサー）が3代前の番組（『ハイ!土曜日です』）の途中からレギュラーで出演していた。桑原は、「征平の挑戦!」（1975年10月から同番組内で放送されていた体当たり取材企画）で全国規模の知名度を得たことを背景に、2代前の番組（『DOサタデー』）でもサブ司会を担当。前番組の『モーニングスタジオ・土曜!100%』では、関西テレビのアナウンサーとしては初めて、全国ネットの番組でメイン司会を任されていた。
    - 『土曜!100%』については、開始の当初こそ視聴率で苦戦を強いられたものの、放送が回を重ねるにつれて視聴率が上向くようになっていた。桑原が定年退職後に自著や『桑原征平粋も甘いも』（朝日放送ラジオ）などで述懐したところによれば、『クイズDEデート』のサブ司会などでたびたび共演していた三枝を当番組の司会へ起用した事情に理解を示しながら[2]も、『土曜!100%』を開始からわずか1年で終了させることには納得していなかったという。
    - 関西テレビでは桑原の労をねぎらうべく、『土曜!100%』に代わって当番組を開始することを機に、本人へ長期の有給休暇を与えることを計画。その一方で、当時平日の同じ時間帯に放送されていた『おはよう!ナイスデイ』（フジテレビ制作の全国ネット番組）では、番組の開始当初（1982年4月）から司会を務めていた須田哲夫（当時は同局のアナウンサー）を続投させることを前提に、須田とコンビを組む同格の司会者（開始の当初から1983年2月まで同局のアナウンサーとして出演していた田丸美寿々の後任）選びを水面下で進めていた。この最中に『DOサタデー』の終了が決まったことから、『おはよう!ナイスデイ』のプロデューサーは、4月以降の去就が未定だった桑原を総合司会に加えることを関西テレビに打診。両局の上層部を巻き込んだ交渉の結果、桑原をアナウンス職のまま同月から関西テレビの東京支社へ異動させたうえで、本人に「東京支社からフジテレビへの番組出向」扱いで『おはよう!ナイスデイ』の総合司会を須田と共同で担当させることが決まった[2]。
    - 桑原は当初、『おはよう!ナイスデイ』へ半年間だけ出向することを予定していた。しかし、「日本のテレビ局の報道・情報番組におけるフィールドキャスターの先駆け」とされる役割も同番組で須田と分担していたことなどから、後に出向期間が2年に延長された[2]。その一方で、当番組は桑原の出向2年目の途中（1986年9月）で終了。後継番組の『シュートinサタデー』では三枝に代わって釜本邦茂（元・サッカー選手）を司会、前年に関西テレビへ入社したばかりの山本浩之（当時は桑原の後輩アナウンサー）をレギュラー陣に抜擢したものの、わずか半年での終了を余儀なくされた。
      - 関西テレビでの入社年次が桑原と同じ（1969年）だった制作部プロデューサー（当時）の上沼真平（本人は新卒・桑原は他業種からの中途採用で入社）は、桑原が同局の本社へ復帰する1987年4月から『シュートinサタデー』の後番組を放送することを前提に、桑原を後番組の司会へ起用することを計画。この計画を、板東英二との共同司会による『土曜大好き!830』で実現させた。ちなみに、『土曜大好き!830』の放送期間は10年で、『DOサタデー』以降の前身番組を大きく上回った。
- 1985年8月17日放送分は、放送5日前に発生した日本航空123便墜落事故関連の続報を中心とした内容で、放送予定を変更（レギュラー企画の休止など）した。
- 三枝は当番組の終了後も、1990年4月から『桂三枝のにゅーすコロンブス』（テレビ朝日、朝日放送の制作による土曜朝のワイドショー枠の生放送番組）で司会を務めた。この番組は『土曜大好き!830』の裏番組でもあったが、当番組と同じく1年半で終了している。